# Павло Егінський

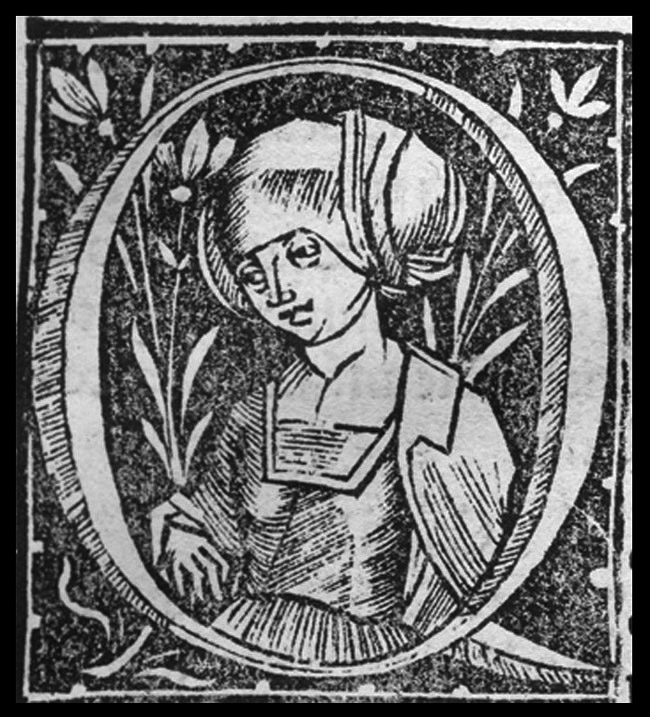
Paul of Aegina, as pictured in a 16th-century woodcut.

Павло Егінський (грец. Παῦλος Αἰγινήτης; Егіна, 625 – 690) – грецький лікар, найбільш відомий завдяки написанню «Медичної збірки в семи томах» (лат. «Compendii medici libri septem»). Уславився найсміливішим хірургом свого часу. В умовах крайнього негативного відношення до оперативного лікування він склав практичне керівництво по найрізноманітніших видах хірургії: пластичної, порожнинної, малої, військової. Крім того, Павло виконував ампутації, лікував вивихи і переломи; лікував рани і жіночі хвороби також за допомогою ножа.
З медичних джерел відомо, що пацієнти візантійських хірургів не страждали від болю, причому проводилася як місцева, так і загальна анестезія. У рукописному трактаті XIV століття представлений рецепт «усипляючого засобу для того, щоб оперований не відчував болю». Зілля готувалося з насіння блекоти, соку мандрагори, опію, імбиру, шафрану. Розтерті з водою, ці компоненти змочували губкою і давали вдихати хворому. Місцевий наркоз вироблявся в наступному порядку: суміш розтертої «куропаточної трави», землі, квасців, нарізаної шкірки (невідомого фрукта) розбавлялася водою до отримання густої суміші, формувалися і добре висушувалися пігулки. При вживанні пігулки розводили водою, а потім потрібне місце намазували сумішшю і обов'язково просушували. Лікар з острова Егіна брався за найважчі випадки, спираючись на досвід александрійських наставників.
Шоста книга його семитомника була оригінальною працею, яка свідчить про широку ерудицію автора і його високу хірургічну майстерність. Павло Егінський особливо ретельно вивчав проблеми воєнної хірургії і травматології, а також акушерства, офтальмології та інших розділів медицини. Він ввів маску для лікування косоокості та описав катаракту.

## Життя
Нічого не відомо про його життя, крім того, що він народився на острові Егіна, і що він багато подорожував, відвідуючи, серед інших місць, Александрію. Його іноді називають Iatrosophistes , що означає лікаря, який подорожував з місця на місце, вправляючись у своїй професії. Визначити точний час, коли він жив, неможливо.

## Медичні праці
З двох його творів до нашого часу дійшов лише один: медична збірка «Compendii medici libri septem» [Архівовано 18 серпня 2021 у Wayback Machine.] в 7 книгах. Збірка праць по акушерству і гінекології не збереглася. Роботи Павла першими оцінили греки, що відзначили оригінальність ідей, чистоту мови і доступність опису складних процедур. Самого автора і його літературну майстерність високо цінували араби, навіть за часів війни з Візантією. На заході твори Павла Егінського визнали лише в епоху ренесансу. Його радикальні методики, описані в розділі «Хірургія», викладалися як класичні в багатьох європейських університетах.
Вільям Олександр Грінхілл [Архівовано 6 березня 2021 у Wayback Machine.] писав, що його репутація в ісламському світі була дуже великою, і кажуть, що з ним консультувалися акушерки, через що він отримав ім'я Аль-Кавабелі або " Акушер ".  Арабські письменники зазначають, що він написав твір "De Mulierum Morbis" та інший "De Puerulorum Vivendi Ratione atque Curatione". Його визначний твір переклав на арабську мову Хунайн ібн Ішак [Архівовано 20 квітня 2020 у Wayback Machine.] .